# Tanjay

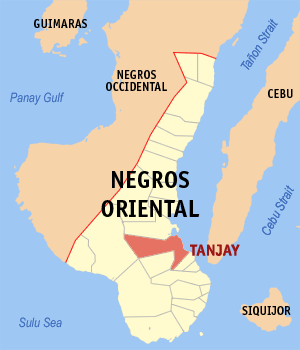
Tanjays läge i provinsen Negros Oriental.

Tanjay (officiellt City of Tanjay) är en stad i Filippinerna. Den är belägen i provinsen Negros Oriental i regionen Centrala Visayas och har 70 169 invånare (folkräkning 1 maj 2000).
Staden är indelad i 24 smådistrikt, barangayer, varav 14 är klassificerade som landsbygdsdistrikt och 10 som tätortsdistrikt.